# Список храмов и монастырей Дмитрова

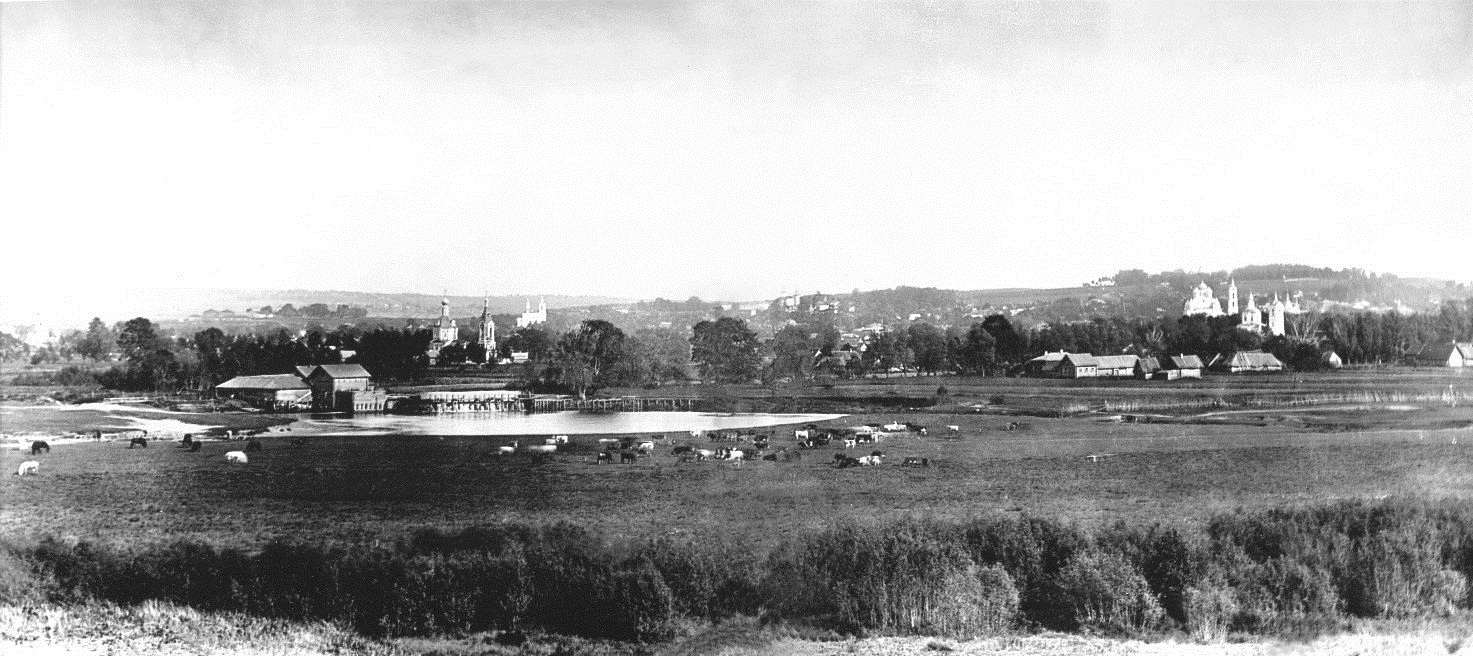
Вид Дмитрова с Волдынской горы. Фото 1898 года

Монастыри и храмы Дмитрова — бывшие и существующие монастыри и храмы города Дмитрова Московской области. Расцвет строительства монастырей и храмов пришёлся на XIV—XVI века во время Дмитровского княжества и Дмитрова как основного удела московских князей.
В начале XX века ещё сохранялась молва, что в Дмитрове и прилегающих слободах ранее было более двадцати монастырей и церквей.

## Монастыри

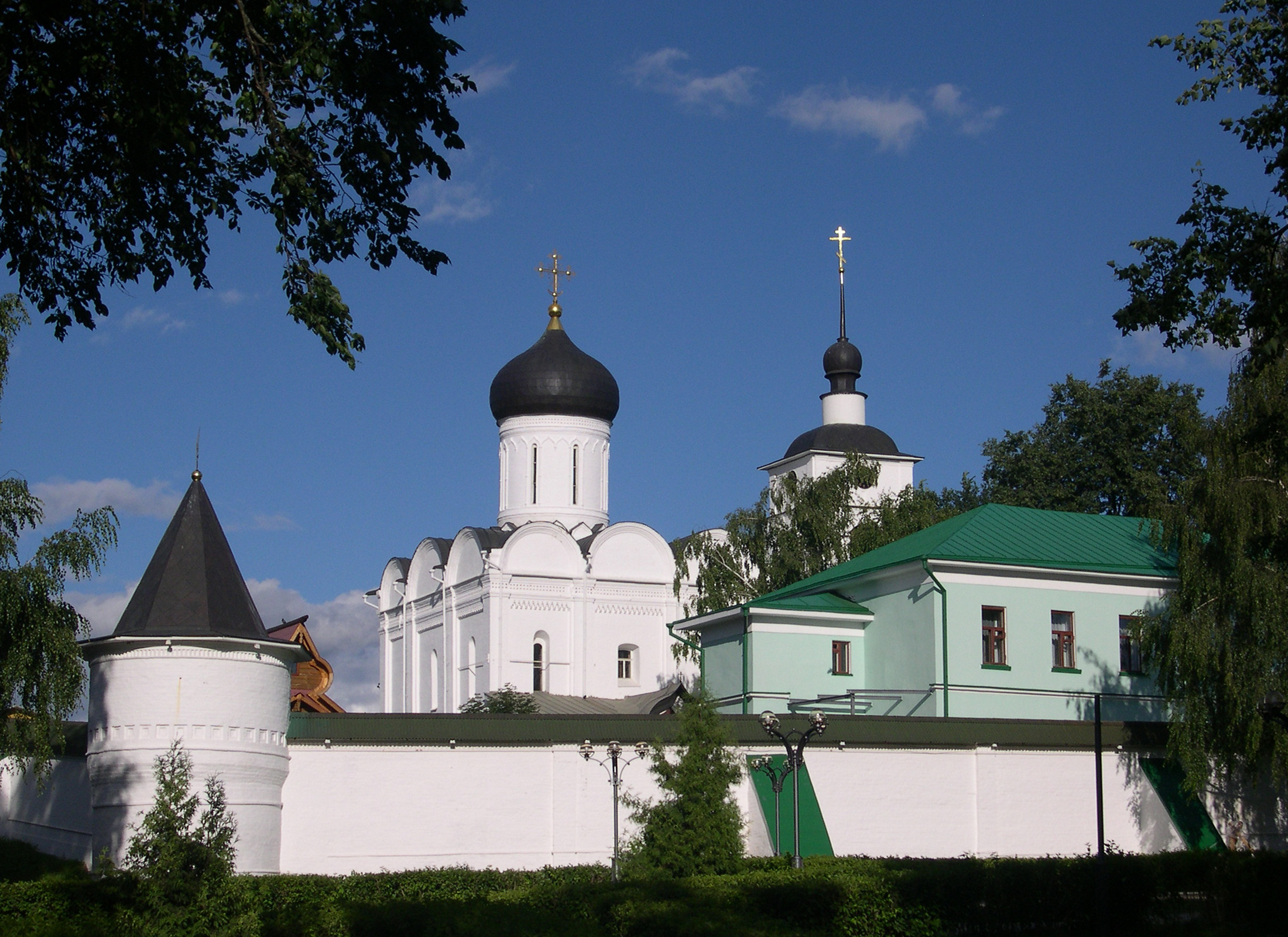
Борисоглебский мужской монастырь

- Борисоглебский монастырь. Действующий.
- Пятницкий монастырь. Располагался на территории Пятницкой слободы[2]. Упразднён в 1764 году в ходе секуляризационной реформы. На месте осталась Пятницкая (Спасская церковь), закрытая в 1930-х годах[3].
- Никитский монастырь. Представлял собой "дом-особняк". Располагался в Никитской слободе. Упразднён в 1764 году в ходе секуляризационной реформы. Оставалась Никитская (Преображенская церковь) на Никитской улице (сейчас улица Луговая)[1]. Церковь была снесена при строительстве канала имени Москвы.
- Троицкий монастырь на реке Березовец[4]. Упразднён в XVII веке[1].

## Собор, церкви, часовни

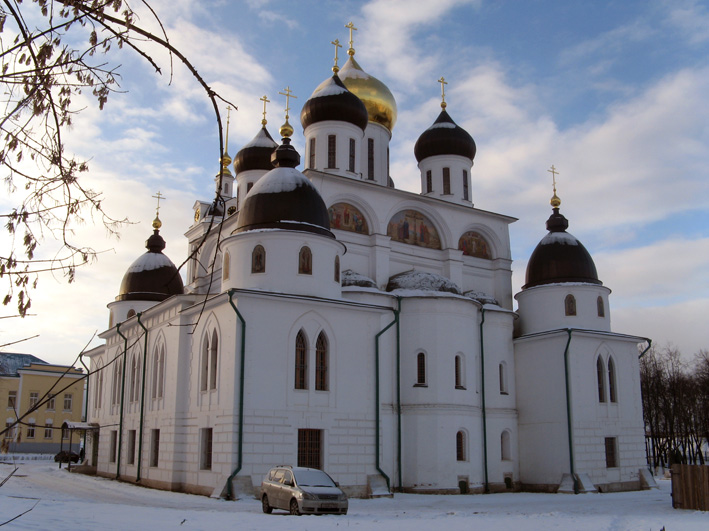
Успенский собор

### Действующие
- Успенский собор. Расположен на территории Дмитровского кремля, действует.
- Казанская церковь. Расположена в бывшем селе Подлипичье (сейчас улица Подлипичье). Действует.
- Введенская церковь. Расположена в бывшей Конюшенной слободе (сейчас микрорайон Заречье)[2]. Действует.
- Троице-Тихвинская церковь. Расположена в бывшей Спасской слободе Дмитрова (сейчас Пушкинская улица)[2], действует.
- Сретенская церковь. Расположена в бывшей Берёзовской слободе Дмитрова[2], по речке Березовец. Сейчас это пересечение Оборонной и Профессиональных улиц города, действует.
- Елизаветинская церковь. Расположена на территории Дмитровского кремля. Использовалась как тюремная. Сохранилась.
- Всехсвятская церковь. Деревянная церковь 1868 года, расположенная на кладбище (Красная горка), была построена на деньги Симонова монастыря и приписана к Введенской церкви. Снесена в 1930-х годах. В 2008 году была построена новая шатровая кирпичная церковь[5] на новом месте кладбища (свежие захоронения), в 2013 году пристроена колокольня.
- Часовня Александра Невского на Торговой площади.

### В разрушенном состоянии. Перестроенные
- Пятницкая (Спасская) церковь (на месте Пятницкого монастыря). Располагалась на Пятницкой (сейчас Почтовой) улице. Закрыта в 1930-х годах. В 1944 году военнопленными построена южная пристройка, впоследствии была добавлена северная пристройка. В бывшем храме в настоящее время находятся разные учреждения[6].
- Ильинская церковь. Здание расположено на Старо-Яхромской улице, дом 1 — территория бывшей Юрьевской (Ильинской слободы)[2]. Переделана в здание в советское время. Колокольня не сохранилась[7]. В здании располагается автомастерская.

### Снесённые, расформированные
- Никитская (Преображенская церковь) (на месте Никитского монастыря). Снесена при строительстве канала имени Москвы.
- Церковь Василия Великого (Благовещенская церковь на Нетёке). Снесена в 1930-х годах при строительстве канала имени Москвы.
- Троицкая церковь (относилась к Троицкому монастырю) на речке Березовец и на Спасской улице (в посаде)[1]. В 1627 году к церкви относилось несколько пустошей (бывших деревень): Жданцова, Ближняя, Кузнецова, Парфёнцова, Рязанцева, Щуплякова, Панкова, Владыкина, Краскова[4].
- Церковь святых Жён Мироносиц в посаде. В 7136 (1628) году первое упоминание, в 7187 (1679) году упоминается как «пустая». В 1720—1740 годах с церкви выплачено церковной дани 40 копеек[4].
- Покровская церковь на Спасской улице возле реки Березовец. Обозначена на плане города 1784 года. Не сохранилась[1].

## Новые и строящиеся храмы
Церкви, построенные с 2000 года или в процессе постройки.
- Церковь Всемилостивого Спаса. Действует в микрорайоне ДЗФС.
- Церковь Целителя Пантелеимона. Начато строительство в 2008 году, в 2013 году освящён. Действует на территории «больничного городка»[8].
- Церковь Святой Магдалины. Строится с 2015 года по улице Внуковской.
- Часовня Георгия Победоносца. Строится возле дмитровского железнодорожного вокзала.

## Галерея

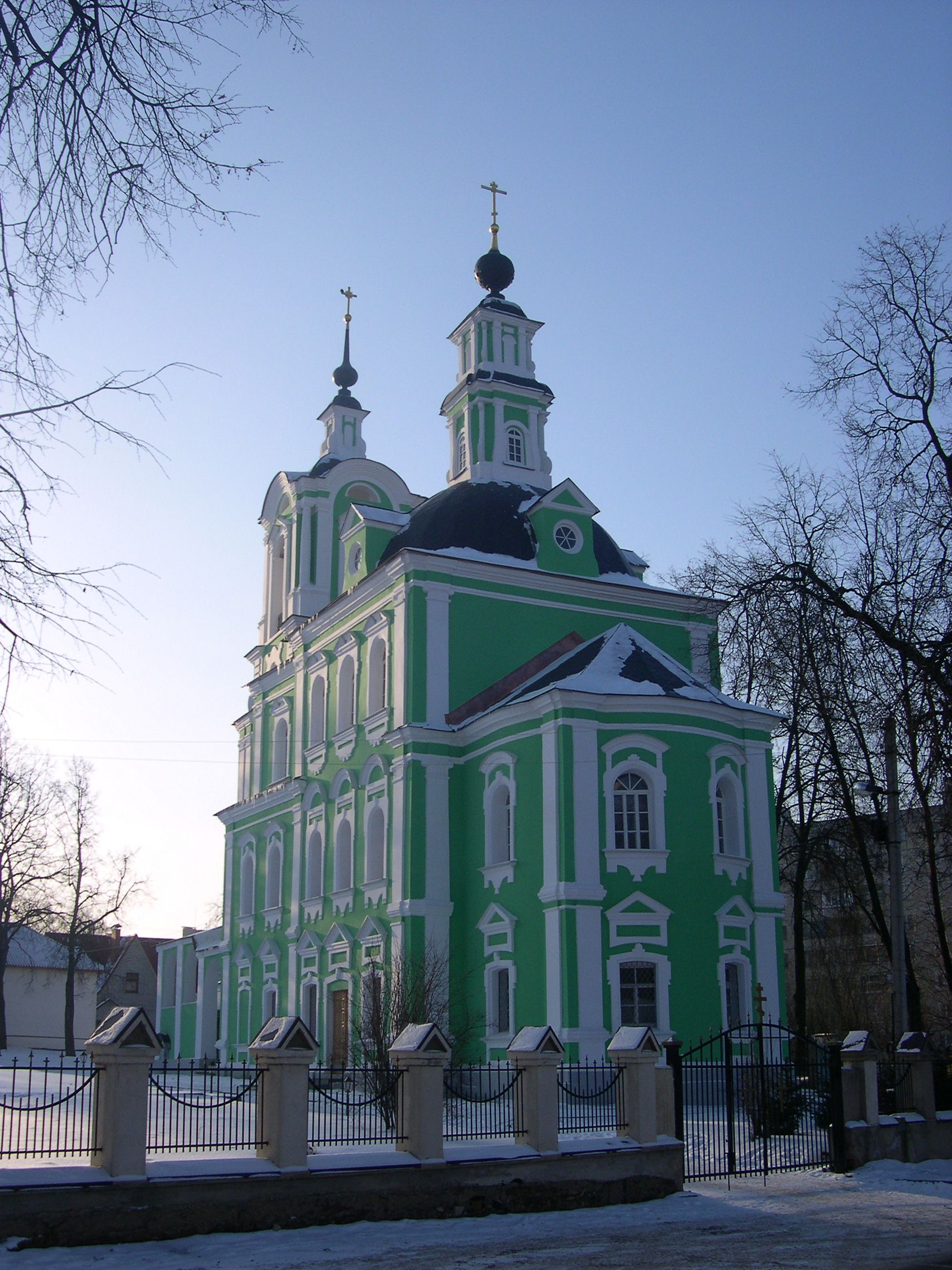
Троице-Тихвинская церковь (1795—1801)
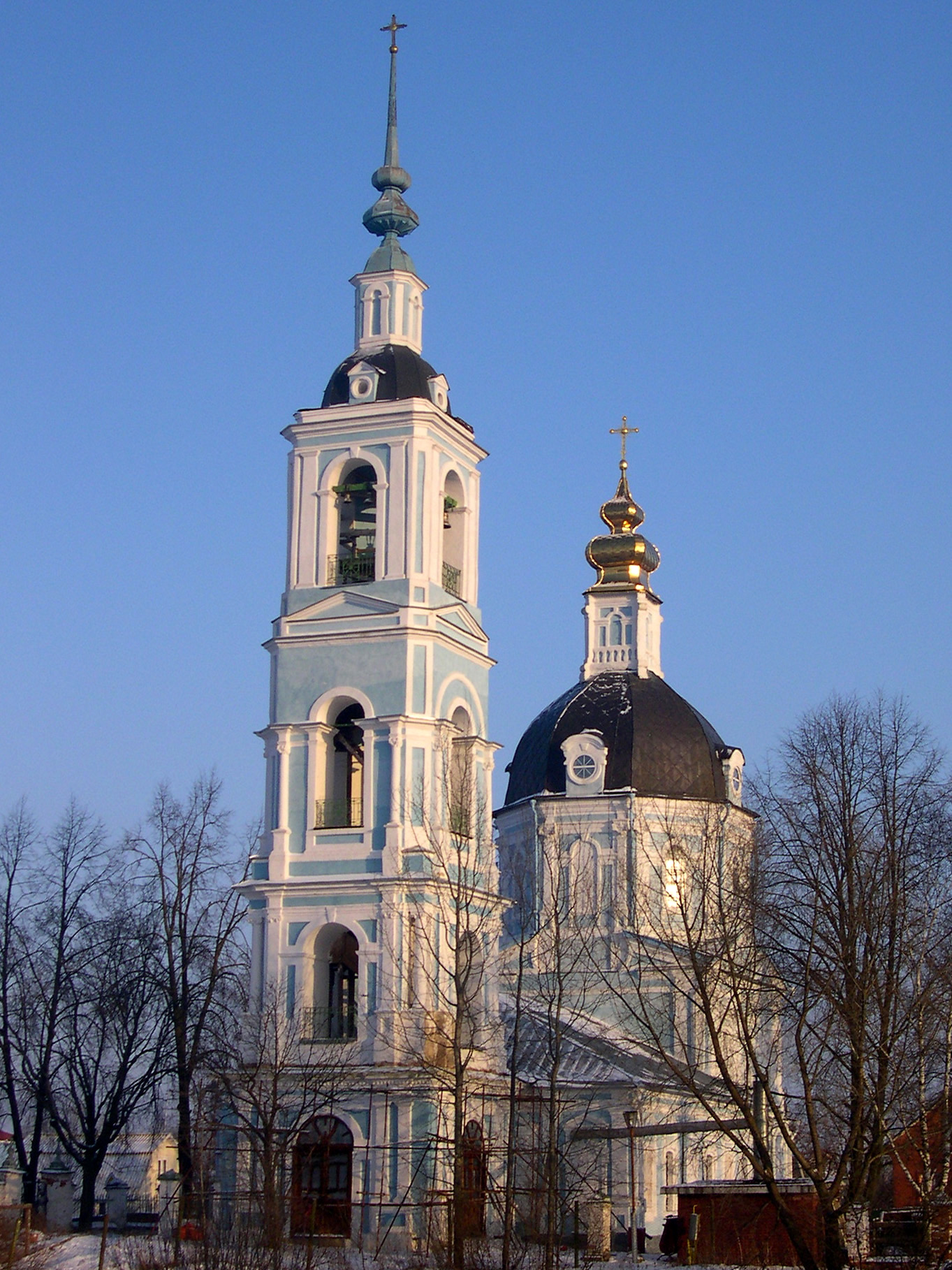
Введенская церковь
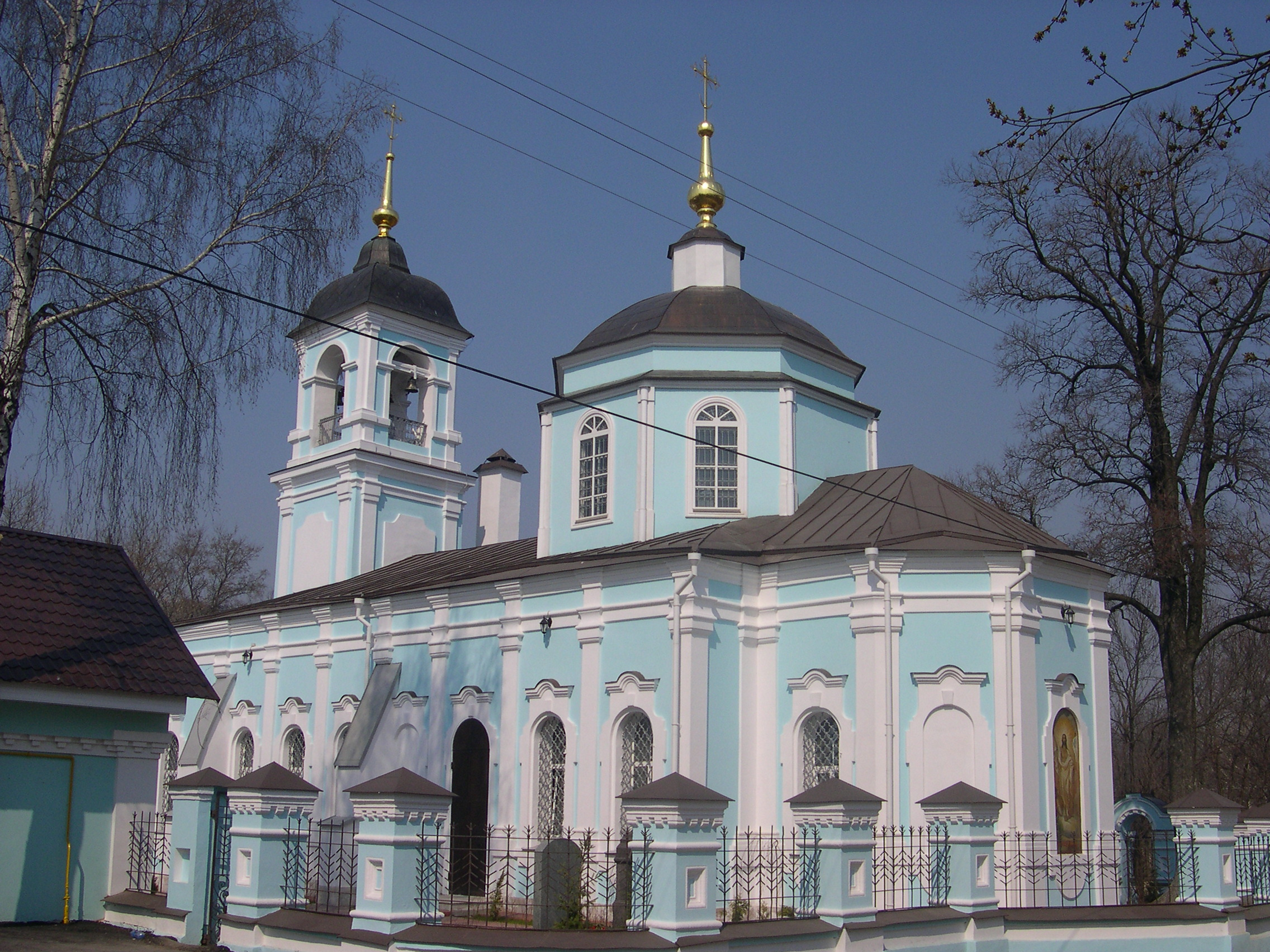
Казанская церковь
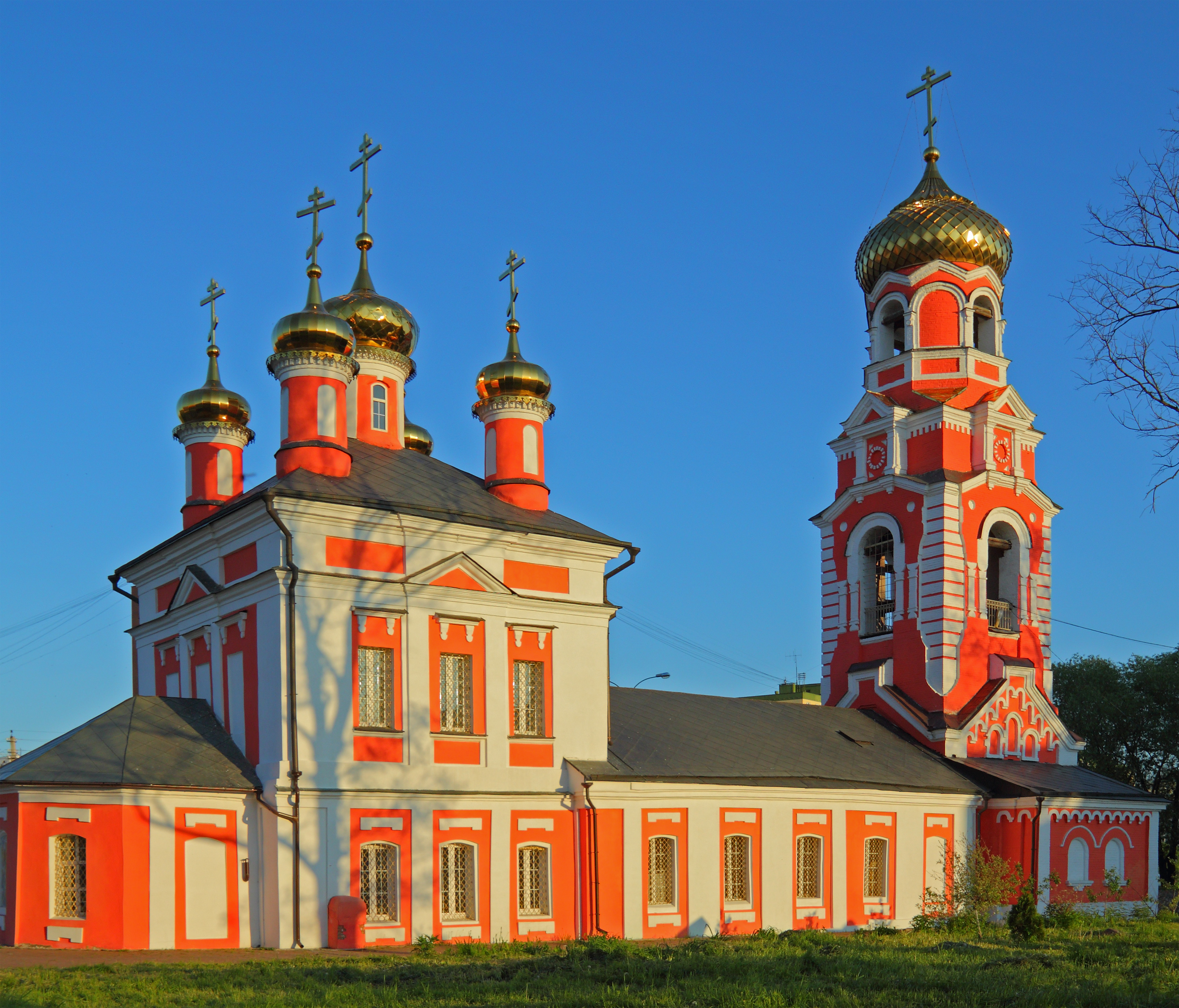
Сретенская церковь
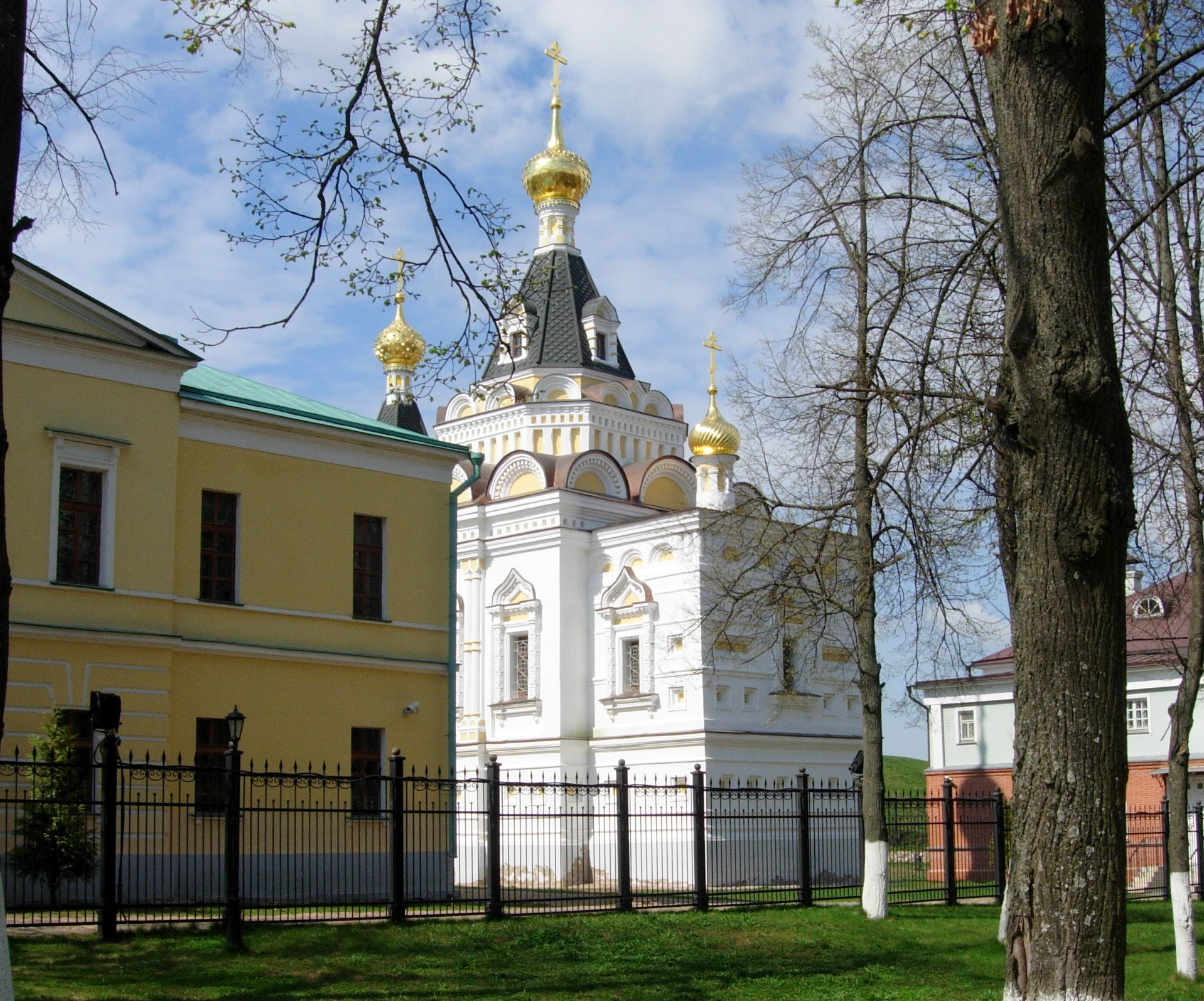
Церковь св. Елизаветы
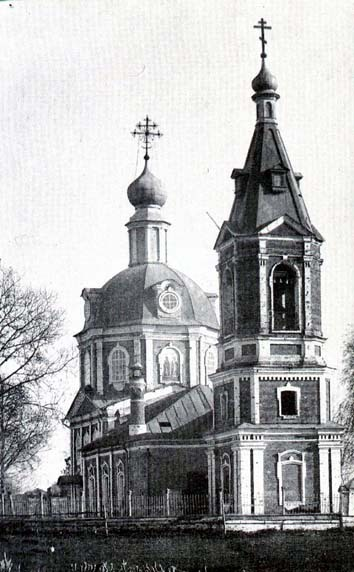
Никитская (Преображенская церковь)
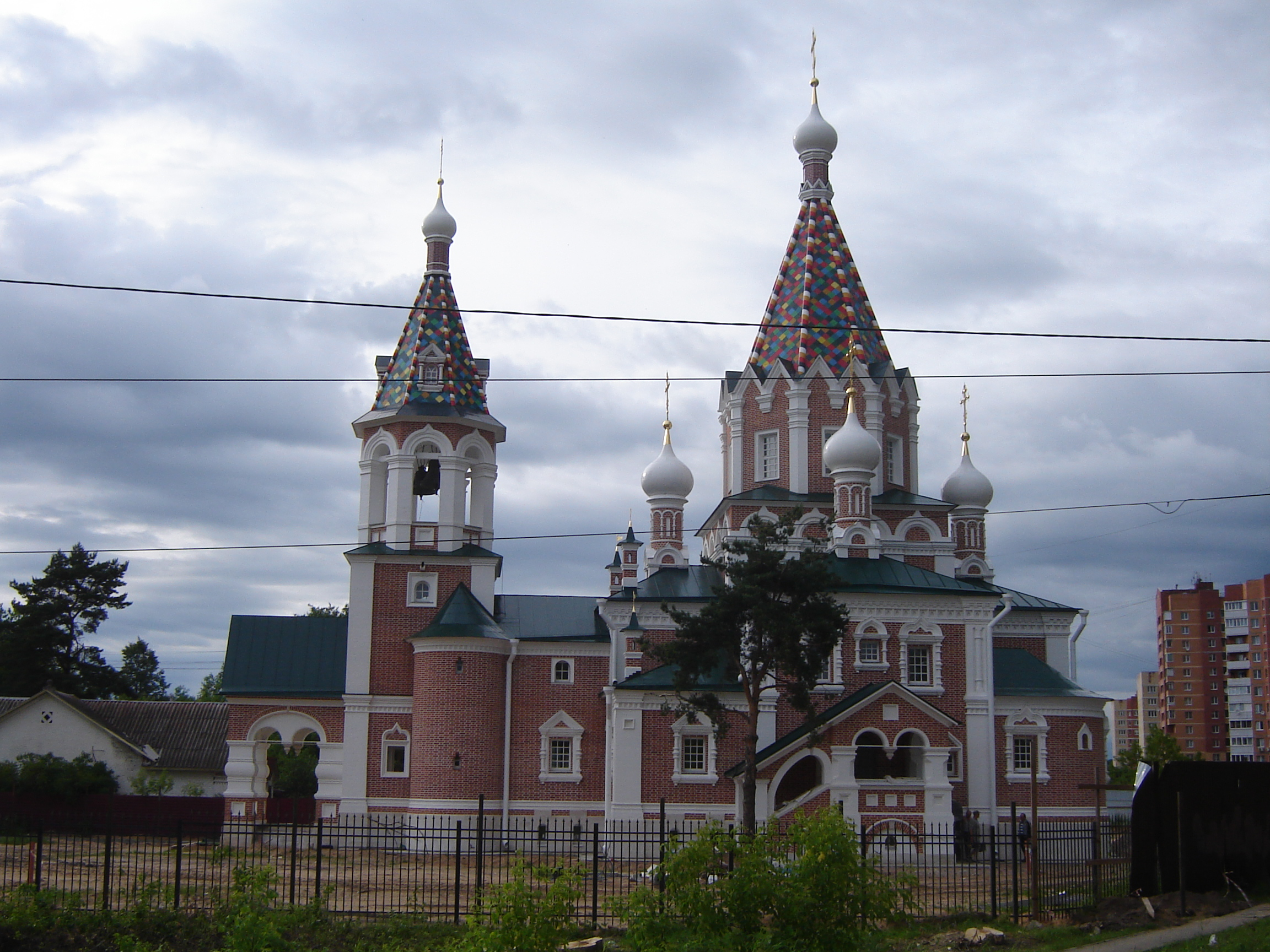
Храм Всемилостивого спаса
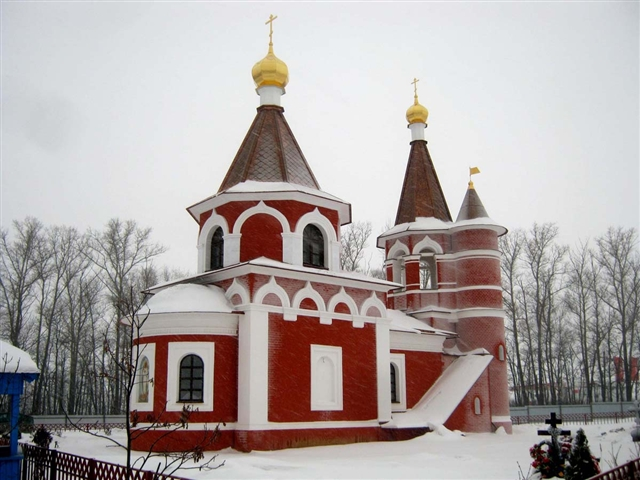
Церковь Всех Святых на городском кладбище
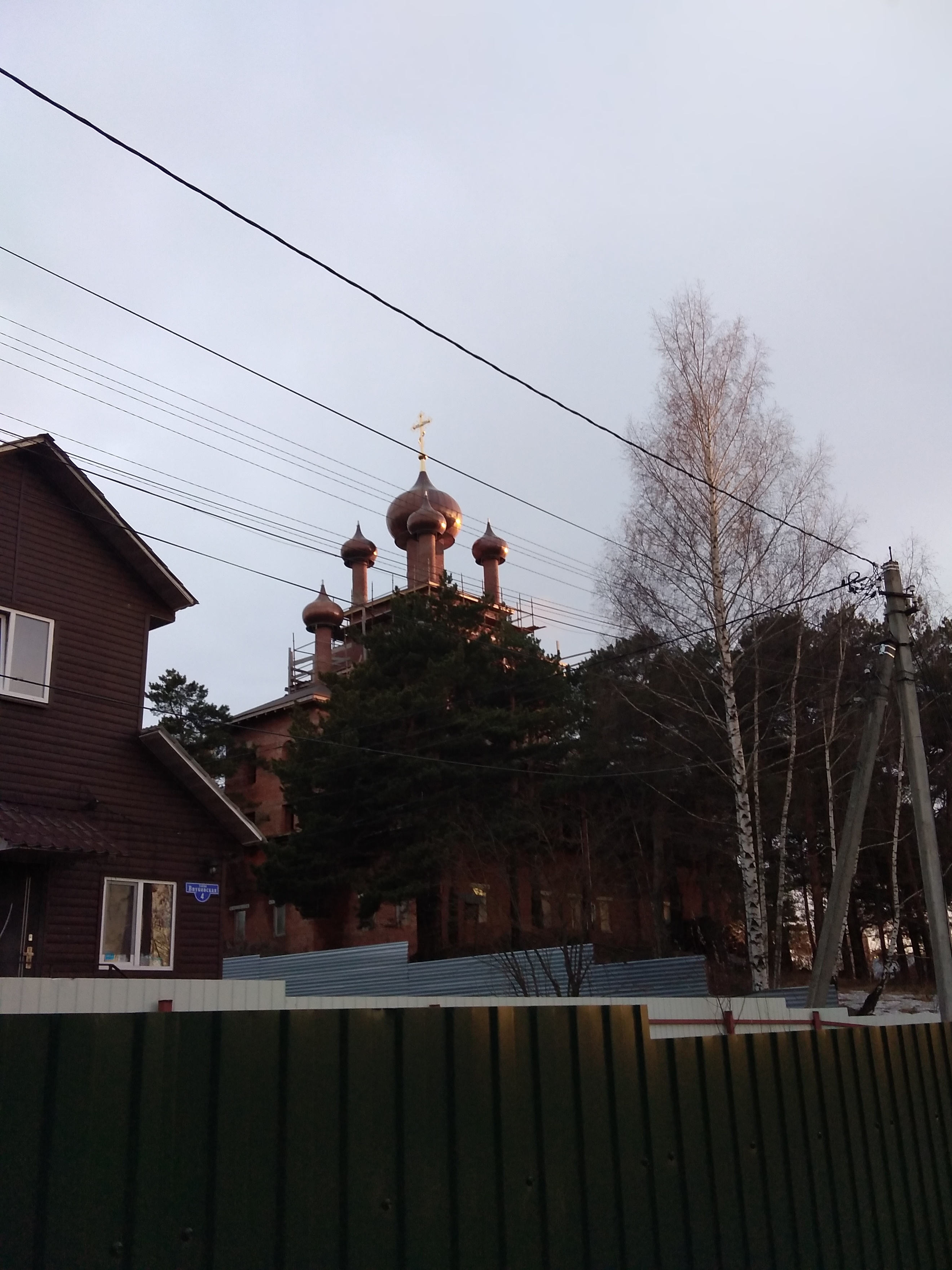
Строящаяся церковь Марии Магдалины
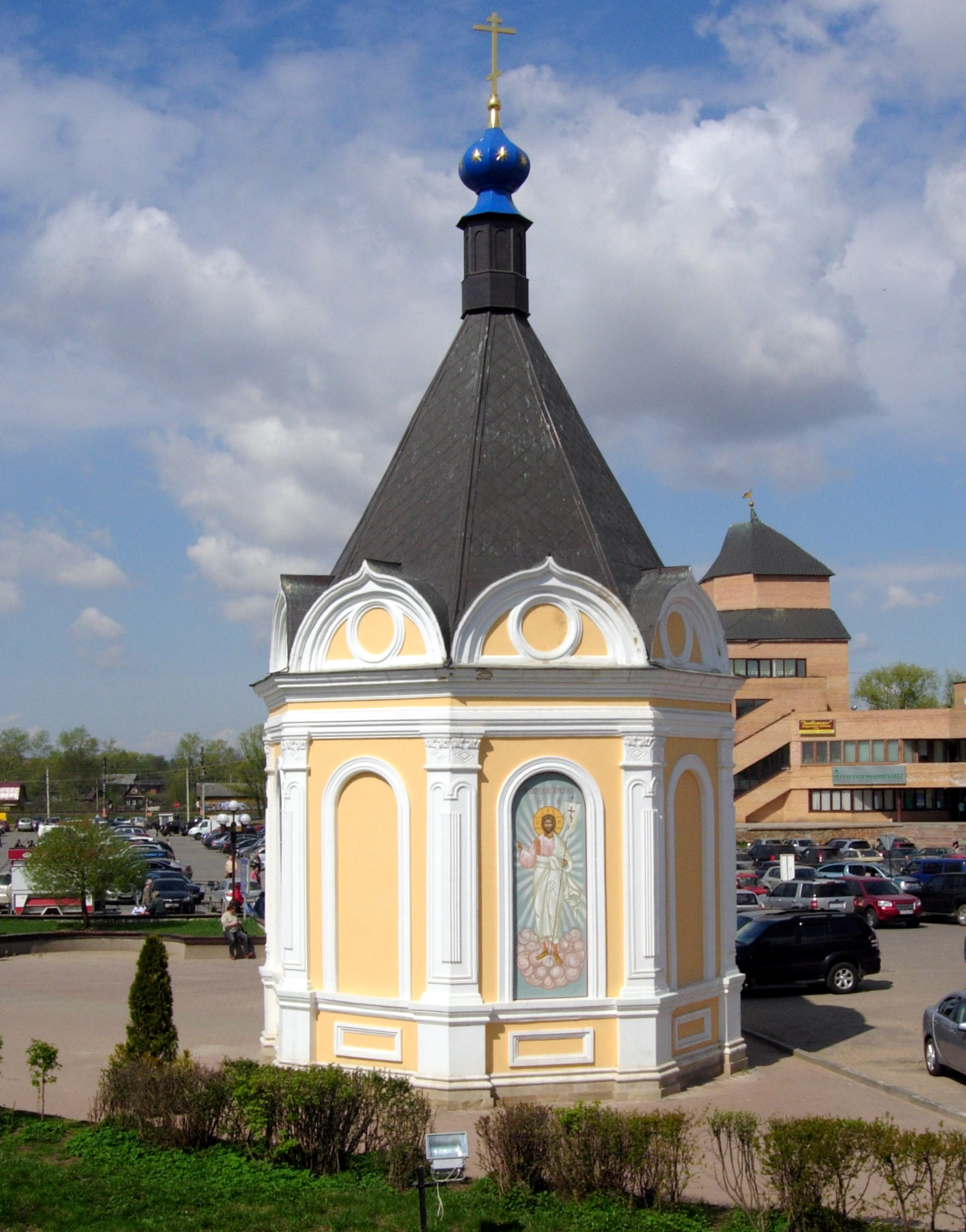
Часовня св. Александра Невского (1868)
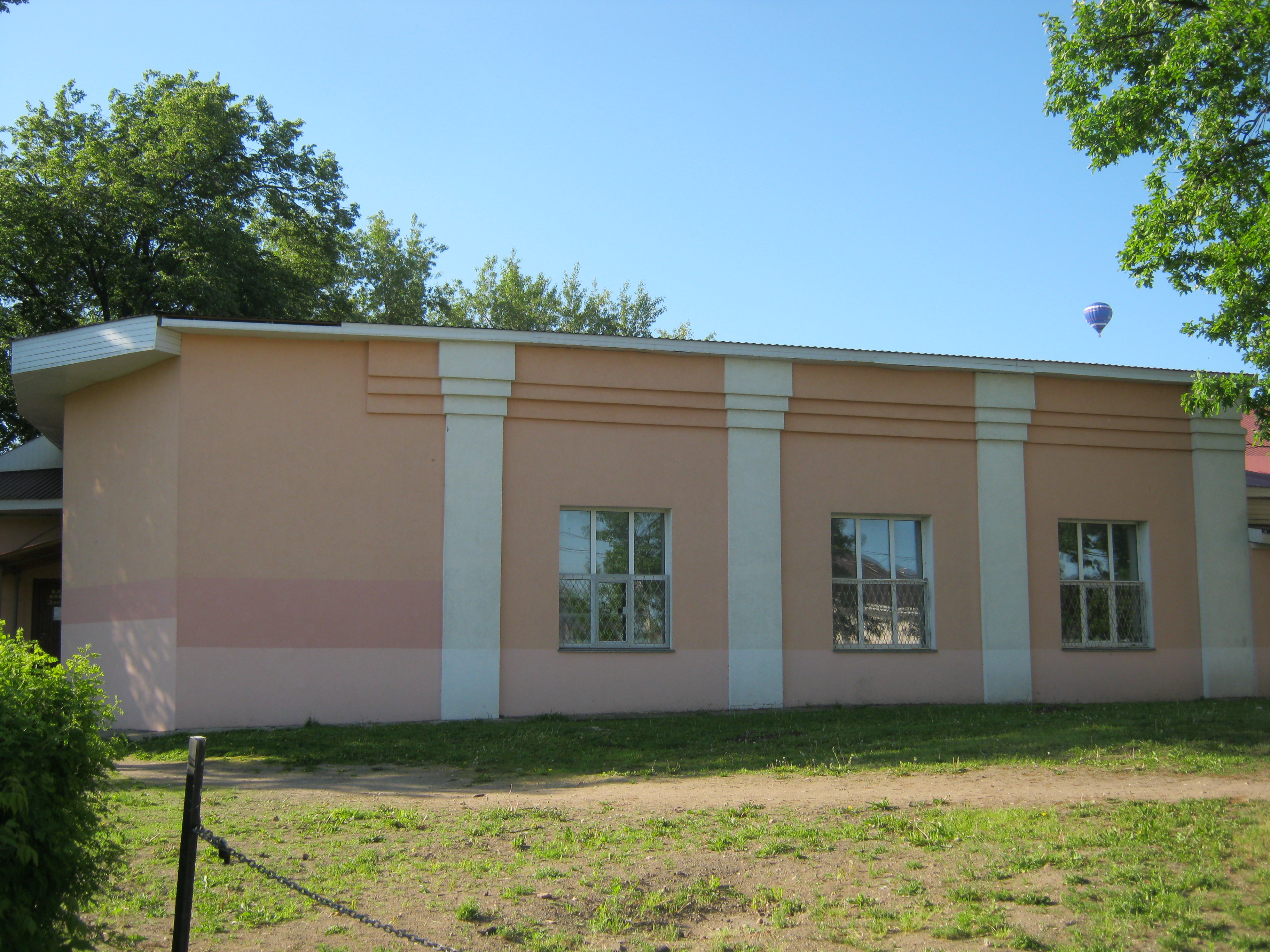
Часть оставшейся Спасской (Пятницкой) церкви